# Gutierrezia
Gutierrezia es un género de plantas con flores perteneciente a la familia de las asteráceas. Tiene 99 especies descritas y de estas, solo 32 aceptadas
Se encuentran en Norteamérica y Suramérica.  Estas plantas contienen compuestos químicos que pueden ser tóxicos para el ganado y algunas se consideran malas hierbas.  Llevan pequeñas flores de color amarillo como margaritas.

## Especies seleccionadas
| - Gutierrezia arizonica - Gutierrezia californica - Gutierrezia microcephala - Gutierrezia petradoria - Gutierrezia sarothrae - Gutierrezia serotina - Gutierrezia sphaerocephala - Gutierrezia texana |